# Shanice Banton
Pour les articles homonymes, voir Banton (homonymie).
Shanice Banton, née le 8 décembre 1992, est une actrice canadienne. Elle joue notamment dans des séries télévisées. 

## Biographie
Shanice Banton est la fille de parents immigrés jamaïcains, la cinquième de six enfants.
Elle a étudié les arts dramatiques au Wexford Collegiate School à Toronto, où elle réside actuellement.
En France, on la connaît pour son rôle dans Les Enquêtes de Murdoch : elle y incarne Violett Hart qui devient tout d'abord l'assistante du Docteur Odgen (11e saison, épisode 4) puis sa remplaçante au poste de légiste à Toronto. Au Canada, elle a été révélée dans le rôle de Marisol Lewis dans la série Degrassi.

## Filmographie

### Télévision

#### Séries télévisées
- 2013 : Degrassi : la nouvelle génération[2]
- 2014 : Lost Girl
- 2016 : Private eyes
- Depuis 2017 : Les Enquêtes de Murdoch (Murdoch Mysteries)[2]

#### Téléfilms
- 2010 : Des bleus au cœur

### Cinéma
- 2016 : La Couleur de la victoire (Race)[2],[3].
- 2018 : Le Secret de ma naissance (Her Stolen Past)[4]